# Oswego (Kansas)
Oswego è un comune degli Stati Uniti d'America, situato nello Stato del Kansas, nella contea di Labette, della quale è anche il capoluogo.